# Exetastes mongoliensis
Exetastes mongoliensis är en stekelart som beskrevs av Kuslitzky 1979. Exetastes mongoliensis ingår i släktet Exetastes och familjen brokparasitsteklar. Inga underarter finns listade i Catalogue of Life.